# Marko Ivezić
Marko Ivezić, né le 2 décembre 2001 à Belgrade en Serbie, est un footballeur international serbe. Il évolue au poste de milieu défensif au Holstein Kiel.

## Biographie

### En club
Né à Belgrade en Serbie, Marko Ivezić est formé par le FK Voždovac. Il joue son premier match en professionnel le 3 mars 2021, lors d'une rencontre de championnat contre l'OFK Bačka. Il entre en jeu à la place de Luka Cvetićanin et son équipe s'impose par deux buts à un,. Le 17 juin 2021, Ivezić signe son premier contrat professionnel avec le FK Voždovac, d'une durée de trois ans.
Marko Ivezić s'impose comme un joueur régulier de l'équipe première au cours de la saison 2021-2022.
Lors de l'été 2023, Marko Ivezić rejoint le club allemand d'Holstein Kiel. Le transfert est annoncé le 16 juin 2023 et il signe un contrat courant jusqu'en juin 2027.
Ivezić marque son premier but pour Holstein Kiel le 6 avril 2024 face au 1. FC Nuremberg, en championnat. Titulaire ce jour-là, il ouvre le score de la tête et participe à la victoire de son équipe par quatre buts à zéro.

### En sélection
Marko Ivezić est convoqué pour la première fois avec l'équipe de Serbie espoirs en mars 2022 par le sélectionneur Goran Stevanović (en). Il joue son premier match avec les espoirs contre la Macédoine du Nord le 24 mars 2022. Il est titularisé et son équipe s'impose par deux buts à un,.